# Futbol'nyj Klub SKA-Ėnergija 2008
Questa voce raccoglie le informazioni riguardanti il Futbol'nyj Klub SKA-Ėnergija nelle competizioni ufficiali della stagione 2008.

## Stagione
Nella stagione 2008 il FK SKA-Ėnergija ha disputato la Pervyj divizion, seconda serie del campionato russo di calcio, terminando il torneo all'ottavo posto con 61 punti conquistati in 42 giornate, frutto di 17 vittorie, 10 pareggi e 15 sconfitte. Nell'autunno 2008 è sceso in campo a partire dal quarto turno della Kubok Rossii 2008-2009, eliminando lo Zvezda Irkutsk, per poi essere eliminato al quinto turno dopo i tiri di rigore dall'Amkar Perm'.

## Rosa
| N. |                     | Ruolo | Calciatore           |
| -- | ------------------- | ----- | -------------------- |
| 1  | Russia (bandiera)   | P     | Maksim Kabanov       |
| 2  | Russia (bandiera)   | D     | Aleksandr Kovalëv    |
| 3  | Russia (bandiera)   | D     | Andrej Durov         |
| 4  | Moldavia (bandiera) | D     | Alexandru Covalenco  |
| 5  | Russia (bandiera)   | D     | Sergej Nesterenko    |
| 6  | Russia (bandiera)   | D     | Dadaš Kazichanov     |
| 7  | Russia (bandiera)   | C     | Andrej Murnin        |
| 8  | Russia (bandiera)   | A     | Vasilij Karmazinenko |
| 9  | Russia (bandiera)   | C     | Šelest Taras         |
| 9  | Russia (bandiera)   | D     | Nikolaj Olenikov     |
| 10 | Russia (bandiera)   | C     | Anton Kupchin        |
| 14 | Russia (bandiera)   | C     | Andrej Panfërov      |
| 15 | Russia (bandiera)   | C     | Viktor Bulatov       |
| 15 | Romania (bandiera)  | D     | Andrei Șeran         |
| 16 | Russia (bandiera)   | C     | Andrej Konovalov     |
| 17 | Russia (bandiera)   | C     | Michail Bagaev       |

| N. |                       | Ruolo | Calciatore              |
| -- | --------------------- | ----- | ----------------------- |
| 18 | Uzbekistan (bandiera) | D     | Vladimir Radkevič       |
| 19 | Russia (bandiera)     | A     | Konstantin Garbuz       |
| 20 | Russia (bandiera)     | A     | Konstantin Suchoverchov |
| 21 | Russia (bandiera)     | A     | Sergej Pravosud         |
| 23 | Russia (bandiera)     | C     | Aleksandr Makarenko     |
| 23 | Russia (bandiera)     | A     | Sergei Ovchinnikov      |
| 25 | Ucraina (bandiera)    | D     | Pavlo Kutas             |
| 27 | Russia (bandiera)     | A     | Aleksandr Jarkin        |
| 28 | Russia (bandiera)     | C     | Artur Rozyev            |
| 28 | Romania (bandiera)    | C     | Eugen Beza              |
| 33 | Russia (bandiera)     | D     | Aleksej Epifanov        |
| 70 | Russia (bandiera)     | C     | Nikolaj Safronidi       |
| 77 | Russia (bandiera)     | C     | Andrej Tsaplin          |
| 77 | Russia (bandiera)     | D     | Vladislav Chatažënkov   |
| 84 | Russia (bandiera)     | P     | Aleksandr Nevokšonov    |
| 90 | Russia (bandiera)     | P     | Stanislav Manev         |

## Statistiche

### Statistiche di squadra
| Competizione           | Punti | In casa | In casa | In casa | In casa | In casa | In casa | In trasferta | In trasferta | In trasferta | In trasferta | In trasferta | In trasferta | Totale | Totale | Totale | Totale | Totale | Totale | DR |
| Competizione           | Punti | G       | V       | N       | P       | Gf      | Gs      | G            | V            | N            | P            | Gf           | Gs           | G      | V      | N      | P      | Gf     | Gs     | DR |
| ---------------------- | ----- | ------- | ------- | ------- | ------- | ------- | ------- | ------------ | ------------ | ------------ | ------------ | ------------ | ------------ | ------ | ------ | ------ | ------ | ------ | ------ | -- |
| Pervyj divizion        | 61    | 21      | 13      | 4       | 4       | 39      | 23      | 21           | 4            | 6            | 11           | 24           | 37           | 42     | 17     | 10     | 15     | 63     | 60     | +3 |
| Kubok Rossii 2008-2009 | -     | 2       | 1       | 1       | 0       | 5       | 1       | -            | -            | -            | -            | -            | -            | 2      | 1      | 1      | 0      | 5      | 1      | +4 |
| Totale                 | -     | 23      | 14      | 5       | 4       | 44      | 24      | 21           | 4            | 6            | 11           | 24           | 37           | 44     | 18     | 11     | 15     | 68     | 61     | +7 |